# ジュモンヴィルグレンの戦い
座標: 北緯39度48分50.9秒 西経79度35分13.58秒 / 北緯39.814139度 西経79.5871056度
ジュモンヴィルグレンの戦い（ジュモンヴィルグレンのたたかい、英語: Battle of Jumonville Glen）またはジュモンヴィル事件（英: Jumonville affair）は1754年5月28日の戦闘で、フレンチ・インディアン戦争の最初の戦いである。現在の、ペンシルベニア州ユニオンタウンの近くで、ジョージ・ワシントン率いるバージニア植民地軍、および同盟軍であるミンゴ族の兵が、ジョゼフ・クーロン・ド・ヴィリエ・ド・ジュモンヴィユ率いるヌーベルフランスの民兵を待ち伏せした。
元々イギリスが、オハイオ川の起点の地域（現在のピッツバーグ）に砦を建設していたところ、フランスこの地が領有を主張し、これを受けてバージニア植民地軍が、フランス兵の野営地を取り囲んだもので、フランス軍に数名の戦死者が出、大部分が捕虜となった。ジュモンヴィユも殺害されたが、このことは今なお議論の争点となっている。
これにより七年戦争の火ぶたが切られ、ワシントンはこの戦いの後、ネセシティ砦の戦いで、再びヌーベルフランス軍と対戦することになった。この時ワシントンは降伏し、降伏文書に署名したが、フランス語の文書の意味を把握できないまま「ジュモンヴィユは暗殺された」とする旨に同意したこととなり、このため、ワシントンがジュモンヴィユ暗殺を企んだという非難が浴びせられることになった。

## フランスの戦争準備
1740年代から1750年代初頭にかけて、多くのイギリスやカナダの交易業者が、オハイオ川の上流の流域を含めたオハイオ領土（現在のペンシルベニア州西部）に足を運ぶようになった。ヌーベルフランス当局は、イギリス人業者やイギリスからの入植者を、この地域から追い出そうと躍起になり、1753年、オハイオに一連の砦を築き始めた。

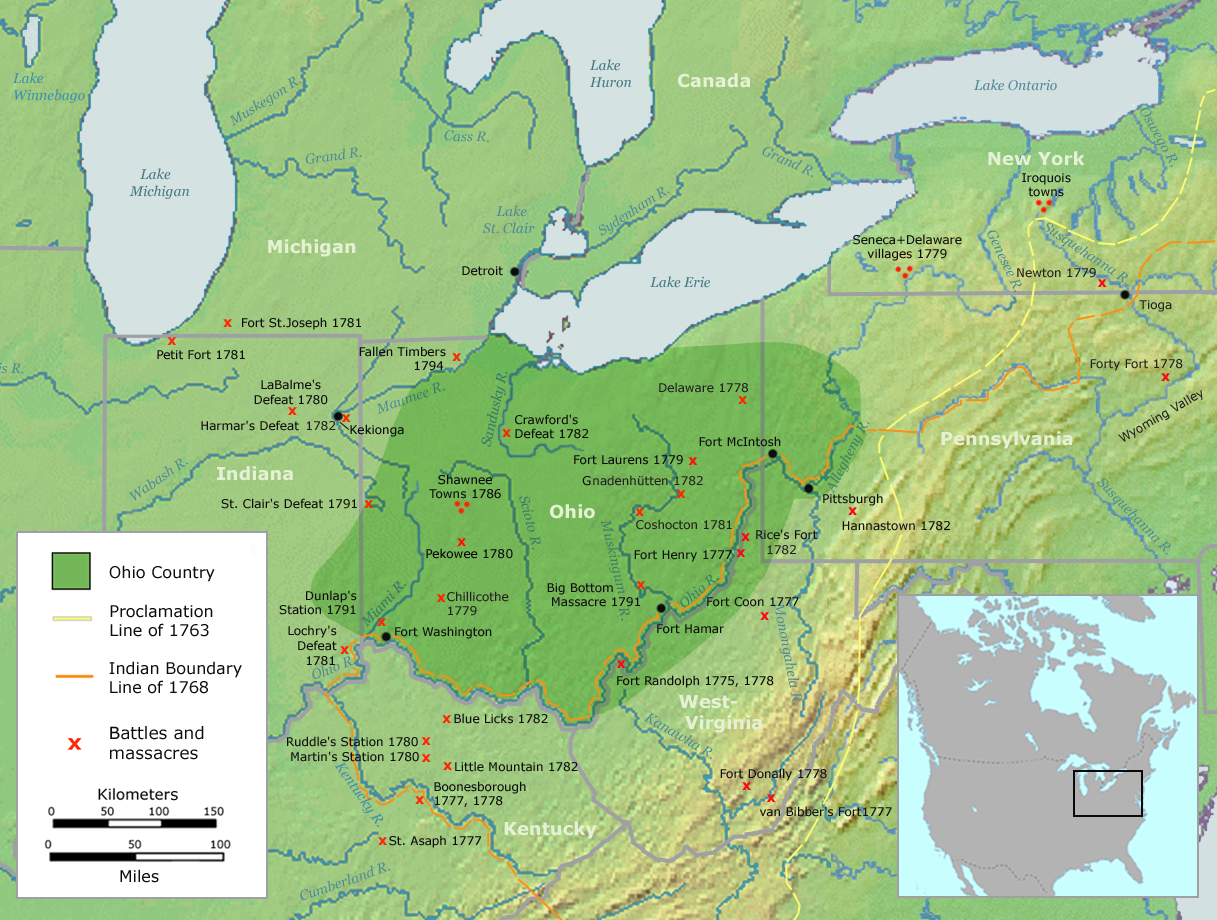
オハイオ領土

ヌーベルフランスのこの行動は、イギリスの業者のみならず、この地域のインディアンたちの注意をも惹いた。フランスとインディアンとは良好な関係であったにもかかわらず、イギリス商人たちは、インディアンたちに、フランス系カナダ人より、自分たちと取引をするように言いくるめ、フランスの砦建設は、すべてに歓迎されたとはいえなかった。とりわけ、ミンゴ族の「ハーフ・キング」（half king）族長タナチャリゾンは、結果として、反フランスの立場となった。ある報告によれば、特にフランスの砦建築部隊の指揮官、ポール・マリン・ド・ラ・マルグは、タナチャリゾンに腹を立ててこう怒鳴った。「お前に言っておく、俺は川下に行く。もし川がふさがれていたら、俺の部隊で吹き飛ばして、俺に反対する奴らを踏みつけてやる。お前の馬鹿げたセリフなど軽蔑してくれるわ」そして、かつてタナキャリゾンが、善意の証としてくれたウォムパムを床に投げ落とした 。それから間もなくしてマリンは死んだ。建設部隊の新指揮官にはジャック・レガルデュール・ド・サンピエールが任命された。

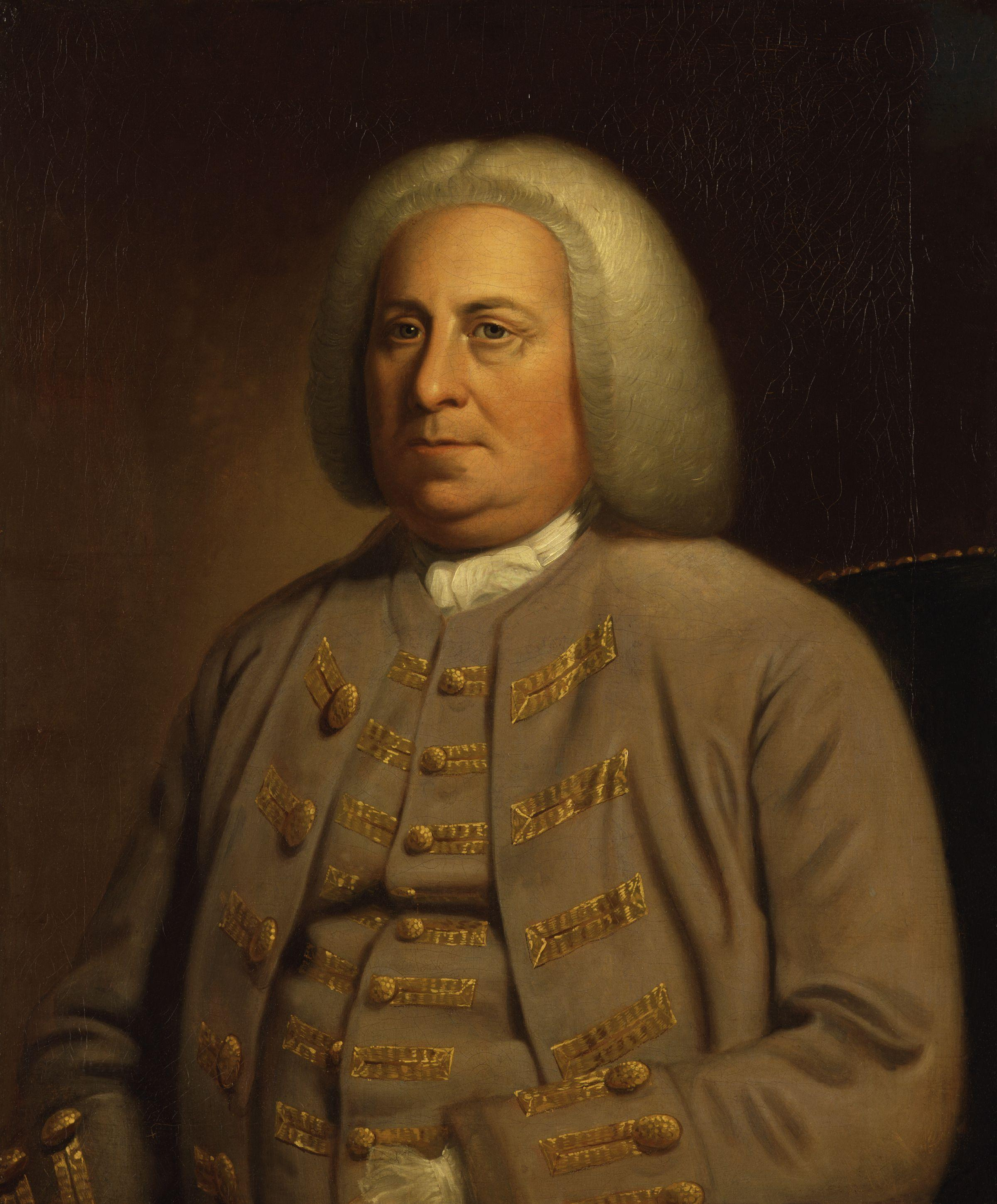
ディンウィディー総督

1753年12月、バージニア植民地の総督ロバート・ディンウィディーは、民兵の少佐であるジョージ・ワシントンをオハイオ領土（バージニアを含むニューイングランド植民地のいくつかが、この地をイギリス領土であると主張していた）に、密使として派遣し、フランスに立ち去るように言わせた。サンピエールは、ワシントンに対して丁寧に、自分は命令に従ってここにいると告げ、ワシントンが携えて来た書状は、自分の上官に送られるべきであること、そして立ち去る意思はないことを告げた。
ワシントンはウィリアムズバーグへ戻り、ディンウィディーに、フランスが立ち退かない旨を知らせた。ディンウィディーは、ワシントンに中佐の権限を与え、民兵の連隊を出動させて、オハイオ川の起点を抑えるように命じた。その地は、かつてワシントンが、砦の建設にふさわしい土地と特定していた場所だった。ディンウィディーはまた、オハイオカンパニーの一員であるウィリアム・トレントにも大尉の権限を与え、部隊を連れて、すぐに砦を建設するように指示を出した。ディンウィディーのこの2つの命令は、彼の職務権限で行ったもので、この命令が実現するまでは、バージニア立法府の下院に、資金のことすら諮ろうとしなかった。トレントのオハイオカンパニーは、1754年2月に現地に到着し、タナチャリゾンとミンゴ族の助けを借りて、倉庫と砦柵を建て始めた。
同じ月に、800人のヌーベルフランスの民兵と、フランスの海兵隊が、サンピエールの命を受けた、フランス系カナダ人のクロード＝ピエール・ペコーディ・ド・コントルクールの指揮の下、モントリオールからオハイオバレーへ進軍を開始した。トレントの砦建設を知らされたコントルクールが、海兵隊と民兵、そしてインディアンから成る500人の部隊を使って、トレント軍を追い払おうとした。（トレントの兵は、1,200人いたとも言われている）4月16日、コントルクール軍はオハイオ川の起点に到着した。翌日、トレント不在の間の代理指揮官、エドワード・ウォードに率いられていた36人の兵は、その場を立ち去るのに同意した。そしてコントルクールの兵たちは、デュケーヌ砦と呼ばれる砦を作り始めた。

## バージニア植民地の行動
1754年3月、ディンウィディーはワシントンに、オハイオに戻るように言い、こう命じた。「防御に徹するように、しかし、如何なる者であれ、工事に邪魔が入るような動きを見せたり、我々の植民地に割って入るような者がいれば、その者たちをすべて制止するように。しかし彼らが刃向かってくれば、捕虜にするなり、殺すなり、あるいは滅ぼすなりするように」歴史家のフレッド・アンダーソンは、ディンウィディーのこの命令に関して、「戦争を呼び込んでいるようなものだ」として、本人は何ら知識もなく、イギリス本国の政府の指示もないままに命令が発せられていると書いている。ワシントンは、できるだけ多くの物資と有給の義勇兵を集めるように言われ、4月2日にオハイオに発つまでに、少なくとも160人の兵を集めた。

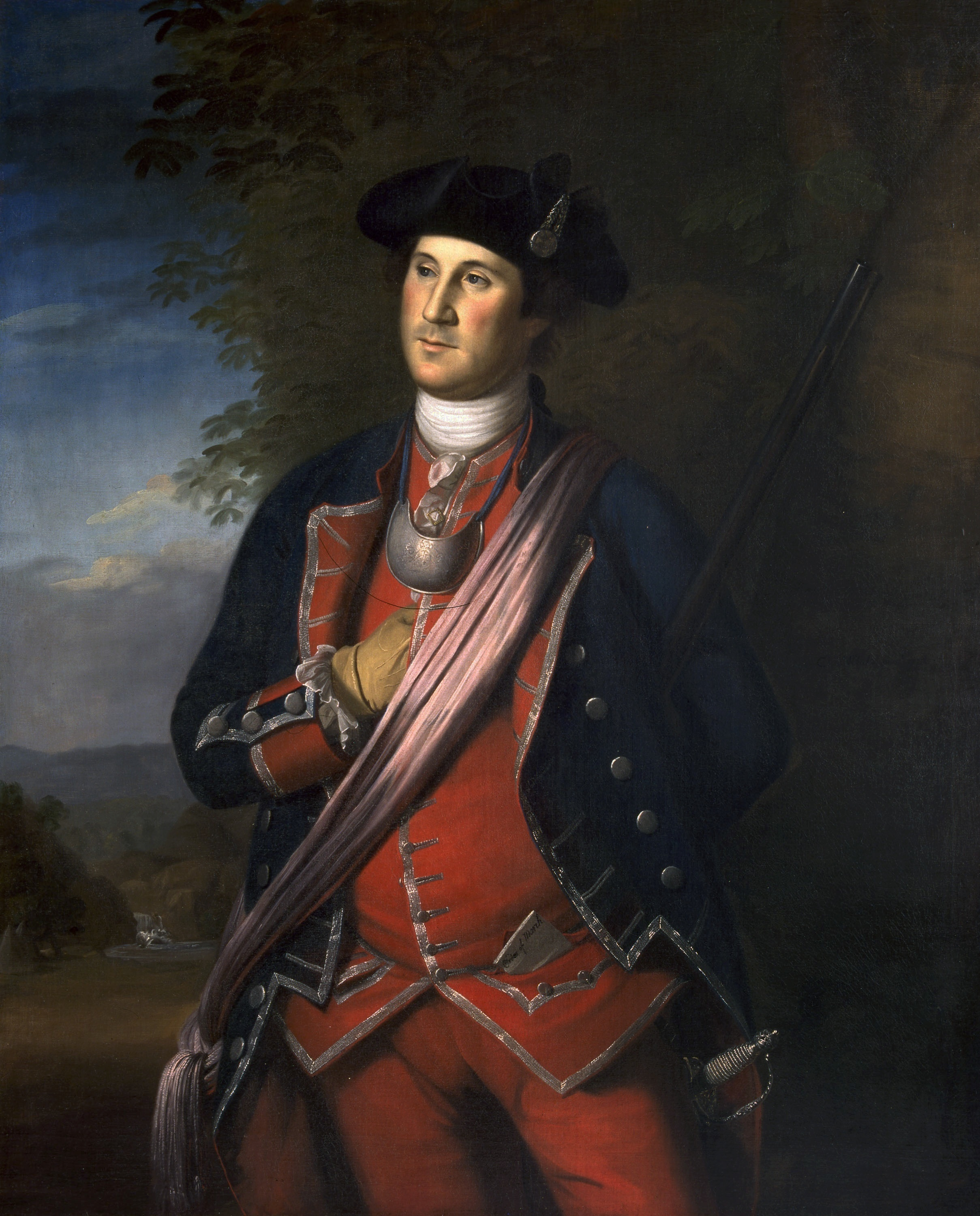
ジョージ・ワシントン（1722年当時）

辺境地帯の森林の中を進むうち、ウィンチェスターで、それ以上に多くの者がワシントン軍に参加した 。またこの時点で、大尉のトレントから、フランスが進軍していることを聞かされた。トレントは、タナチャリゾンが、イギリス軍援助のために兵を出すと約束する旨の手紙を持ってきていた。タナチャリゾンの約束のためにも、ワシントンは、引きかえすことなく、前進しようと決めた。そしてワシントンは、グレート・メドウズと呼ばれる場所（現在のペンシルバニア州ファイエット郡）に着いた。オハイオ川の起点から南に37マイル（約59.5キロ）のこの地に、ワシントン軍は小さな砦を建設し始め、そこでさらなる知らせや命令を待つことにした。
コントルクールは、兵が相手方から挑発行為を受けたりしない限り、相手は攻撃してはならないと命令を受けていた。彼は、5月23日、ジョゼフ・クーロン・ド・ヴィリエ・ド・ジュモンヴィユを35人の兵と共に、ワシントンがフランス領内に足を踏み入れていないか偵察に行かせ、部隊を退却させるための命令書を持たせた。この書状は、4か月前に、ワシントンがフランスに対して持って行ったのと、本質的には同じだった。

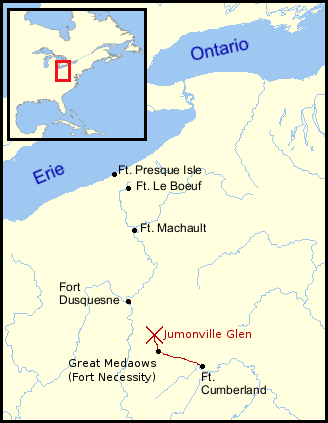
ジュモンビルグレンの地図

5月27日、ワシントンは、1753年の遠征に同行した入植者のクリストファー・ギストから、近くに50人ほどのカナダ人がいるという知らせを受けた。それへの返礼として、ワシントンはギストに75人の兵を付け、そのカナダ人たちを探すように言った。その夜。ワシントンはタナチャリゾンからの手紙を受け取った。ヌーベルフランスの兵が野営している、恐らくそのうちの2人と出くわすことになるだろうと書かれていた。タナチャリゾンが、ヌーベルフランス兵を追跡させるために、別の兵たちを送りこんではいたが、ワシントンは、タナチャリゾンに会うために、40人の分遣隊を連れて出かけた。タナチャリゾンは、少年兵2人を含む12人の兵とともに待っていた。フランスの進軍について話し合ったあと、2人は彼らに襲撃をかけることで合意した。ワシントンの兵たちは、フランス軍の野営地の周囲の岩陰に身を潜め、相手は40人もいないことを確認した。

## 戦闘

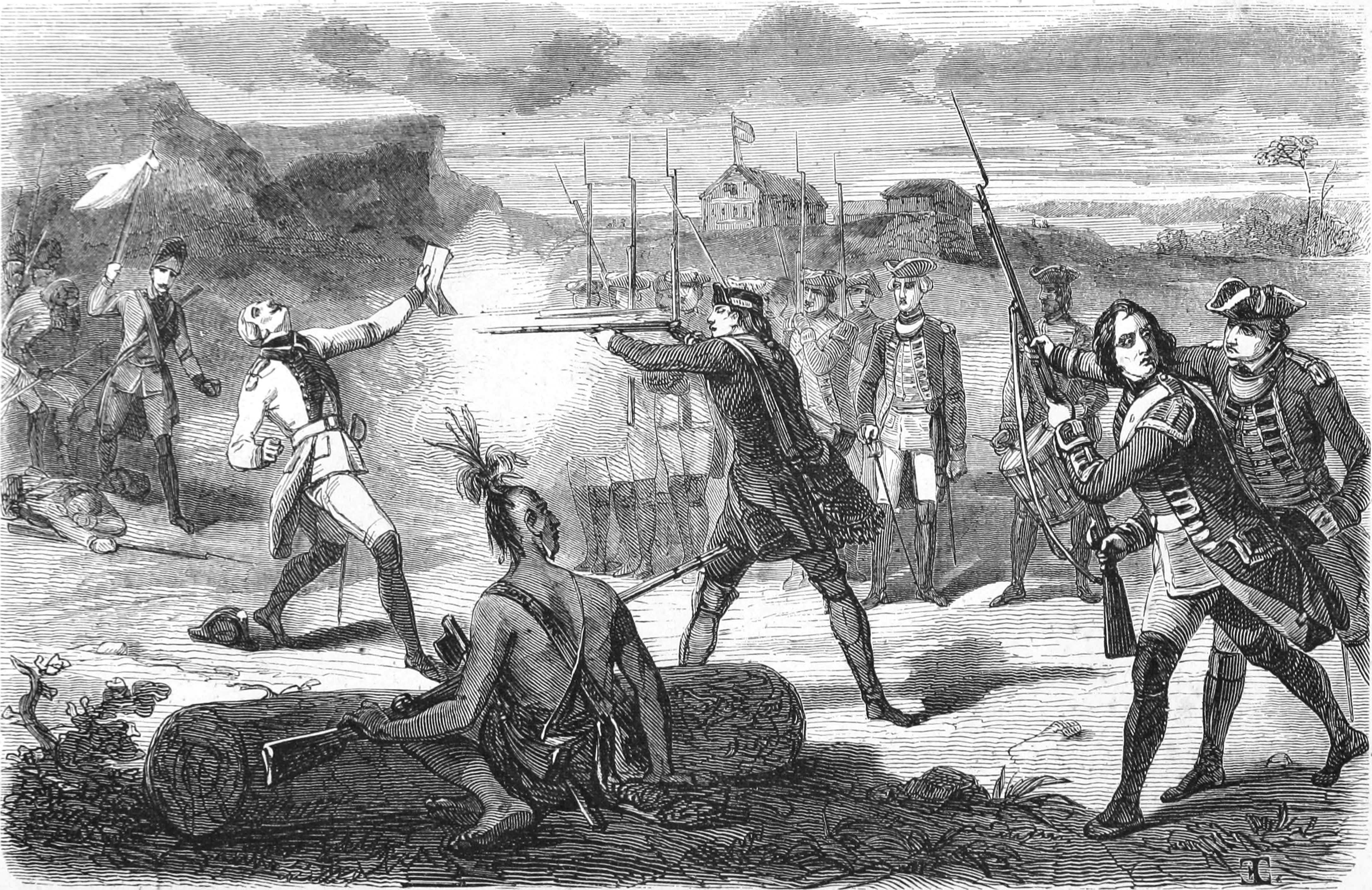
ジュモンヴィユの殺害

その次に起こったことは、まさに議論もしくは討論の主題となっていることである。この事件について、古い時期の報告数編では、数字に関しては事実であるとしているが、その他の部分では否定しており。一致が見られるのは、戦闘が約15分間で終わったこと、ジュモンヴィユが殺されたこと、そして彼の部隊も殺されたか、または捕囚されたことである。フランス側の記録では、殺されたのは植民地の民兵となっている。ケベックシティ連隊のデルゥーセルとカロン、ポワントクレールの連隊シャルル・ボワ、ラ・プレイリー連隊のジェローム、モントリオール連隊のランファン、ミユ・イズル連隊のパリ、ブシェヴィーユ連隊のラングドックとマルタン、そしてトロワリビエールのラ・バッテリである 。
この戦闘でのワシントンに関する報告がいくつか残っている。それぞれ互いに一貫性はあるが、詳細な記述が不足している。ワシントン自身の日記にはこうある。「我々はフランス軍にかなり接近した…彼らが我々を発見したところで、私は兵たちに砲撃を命じた…（ワゴナーの）部隊は…戦闘の一番激しい時間帯に、フランスの総攻撃を受けていた、わずか15分でこの戦闘は終わり、敵が敗走する前に決着がついた。我々は、敵の指揮官であるジュモンヴィユを殺した…他に9人、我軍は1人を負傷させ、21人を捕囚した。」
コントルクールは、戦闘の公式報告の作成にとりかかった。この報告の情報源は2つあったが、そのうち多くは、モンソーというカナダ人民兵からもたらされたもので、この民兵は戦闘から逃げ出して来たものの、ジュモンヴィユが殺される現場を目撃してはいないようだった。「ジュモンヴィユの部隊は、自分たちの周囲の一方にイギリス兵、一方にインディアンたちがいるのに気づいた。イギリス軍は2発の砲撃を浴びせたが、インディアンたちは何もしなかった。モンソーの説明によると、ジュモンヴィユは、イギリス兵に砲撃をやめるように言った。彼らに対して言いたいことがあったのだ。そしてイギリス兵たちは砲撃を止めた。ジュモンヴィユは、退却命令書を出すように言った。イギリス軍に退却させるため私が送り、イギリス兵たちに読まれるべきものだった…モンソーは、我がフランス軍の兵が、イギリス軍が退却命令を読み上げているうちに、指揮官の方へ集まって行くのを目にしつつも、我々にこのことを告げるべく、出来るだけ道を急いだのだ。」コントルクールの2つ目の情報源は、タナチャリゾンの野営地にいたインディアンで、「ジュモンヴィユは、イギリス側が退却命令を読み上げている時、頭をマスケット銃で撃たれて殺された」と報告した者だった。このインディアンは、自分たちはその時、イギリス兵がフランス兵を虐殺するのを阻止するため、乱入したのだと言い張った。

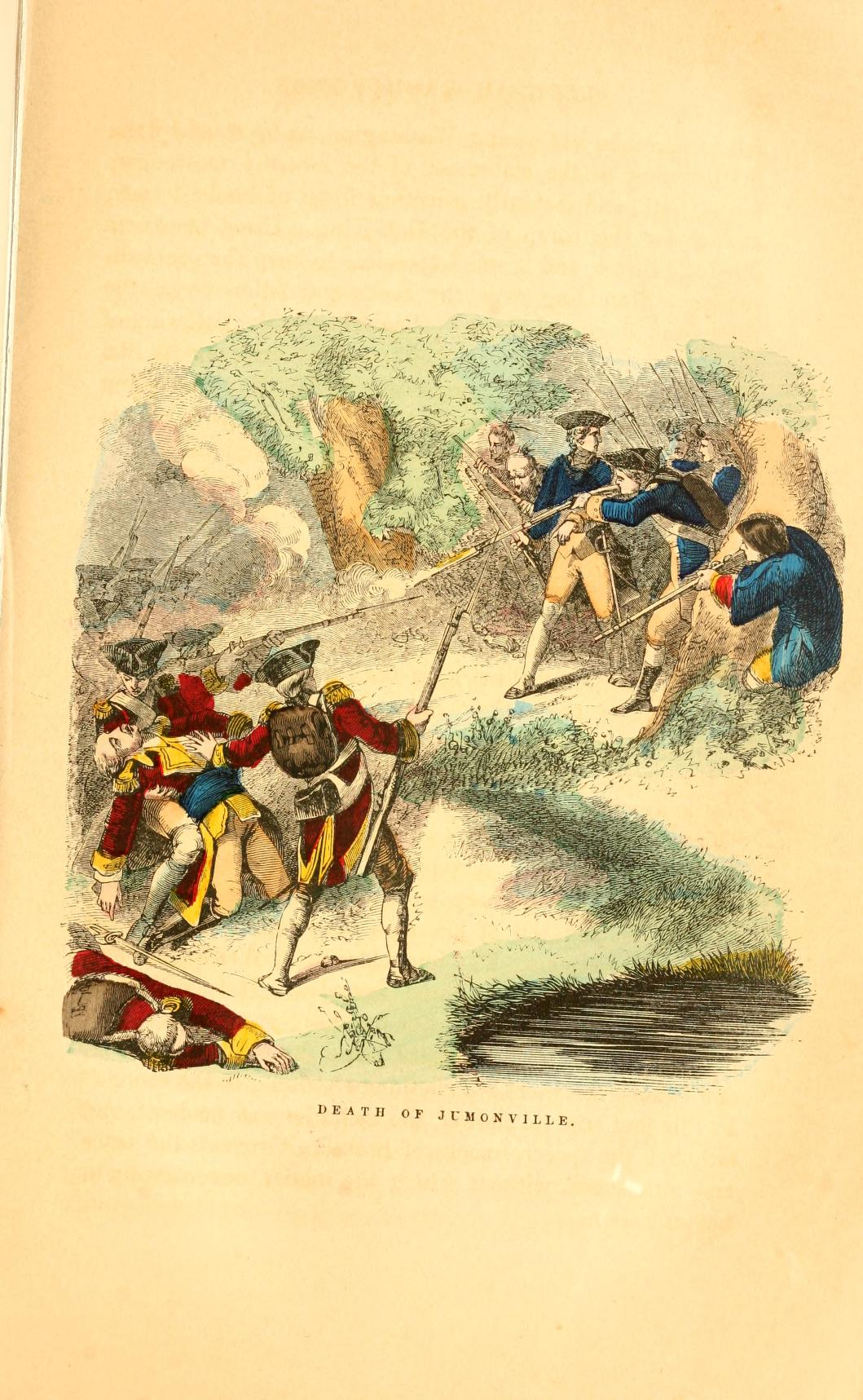
英（赤）仏（青）両軍の戦い

3つめの情報として、ジョン・ショーという兵士からもたらされた証言があった。ショーはワシントンの連隊にいたが、事件の時には居合わせなかった。ショーの話は、事件に立ち会った他の兵たちの詳しい話をもとにしており、この証言は8月21日に正式に発表された。この事件における、タナチャリゾンの役割についての詳細は、6月27日の新聞で確認していた。ショーの話では、フランス兵は眠っている間に包囲され、物音で目が覚めた。「ワシントン大佐が、自軍の兵に発射の合図をした時、フランス兵も一人発砲した。この時フランス兵が何人か戦死し、あとは逃げ出したが、我々と同盟関係にあるインディアンが、フランス軍陣地を巡回していた…フランス軍はイギリス軍のところへ戻って武器を明け渡した…しばらくたって、インディアンたちがやってきて、タナチャリゾンがまず、ジュモンヴィユに、お前はイギリス人かと訊き、フランス人だとジュモンヴィユが答えたところ、手斧を取って、彼の頭を割った。タナチャリゾンは脳を取りだしてそれで手を洗い、頭皮を剥いだ。」ショーの言い分は、両軍の大きさと、その比較をも含めた様々な部分について詳しく、また、彼は、戦死者の数を数えており、その人数13人から14人であったとも主張している。
歴史家のフレッド・アンダーソンは、4つ目の証言を文書化している。イギリス軍とインディアン兵の野営地から脱走した、デニス・カニングェンという者の証言で、アンダーソンは、彼がタナチャリゾンを支持していたのではないかとも考えている。フランスの指揮官たちに行った彼の証言は、ショーの話と似ている。「ジュモンヴィユに、マスケット銃の一斉射撃が行われたにもかかわらず、ワシントンは退却命令を読もうとし、射撃を命じた自軍の兵のほうに引きさがった。そして野蛮なタナキャリゾンがやってきて、負傷しているジュモンヴィユに、親父さんよ、お前はまだ死んでいないのかと尋ね、彼が死ぬまで、まさかりを何度も頭に振り下ろした。」アンダーソンはこうも書いている。カニングェンはおそらく、タナキャリゾンが何と言ったかは理解できた、そして、これは彼らにとって慣習としての虐殺であったというのも理解していたであろうと。カニングェンはまた、フランス軍は30人が捕虜となり、10人から12人が戦死したと報告している。イギリスの民兵の方は、戦死したのはわずか1人であり、負傷も2，3人であった。

## バージニア植民地の降伏
戦いの後、ワシントンは兄弟に手紙を送った。それにはこう書かれてあった。「事実だと思ってくれていい。弾丸の音を聞いた時、確かに何か惹かれるものを感じた。」この戦闘に引き続いて、ワシントンはグレートメドウズに戻り、砦の建設を推し進めた。その砦はネセシティ砦と呼ばれた。フランス軍が発見したところによると、戦場での戦死したは放置されているか、または丈の短い草の陰に埋葬されているかで、フランス軍によりその状況が発見された。
1754年6月28日、ジュモンヴィユの兄弟であるルイ・クーロン・ド・ヴィリエ率いるフランス兵、ヌーベルフランス民兵とインディアン兵混成軍600人がデュケーヌ砦を発った。7月3日、彼らは、グレートメドウズの戦いで、ネセシティ砦を攻略し、ワシントンに、武装を整えて退却するように交渉した。ワシントンが署名した降伏文書はフランス語で書かれており、ジュモンヴィユと兵士は暗殺されたと記されていた。しかしワシントンはフランス語が読めず、また、彼のための英語訳も拙いものだった。

### 英仏抗争の白熱化
8月に、イギリス本国にこの2つの戦闘についての報告があり、ニューカッスル公爵トマス・ペラム＝ホールズ政権は、数か月に及ぶ協議ののち、翌年に陸軍を派遣して、フランスを撃退することにした。遠征隊長には少将のエドワード・ブラドックが選ばれたが、そのブラドックはモノンガヘラの戦いで敗北を喫し、フランスは1758年までデュケーヌ砦を支配下に置いた。しかし最終的にジョン・フォーブズがその砦をものにした。

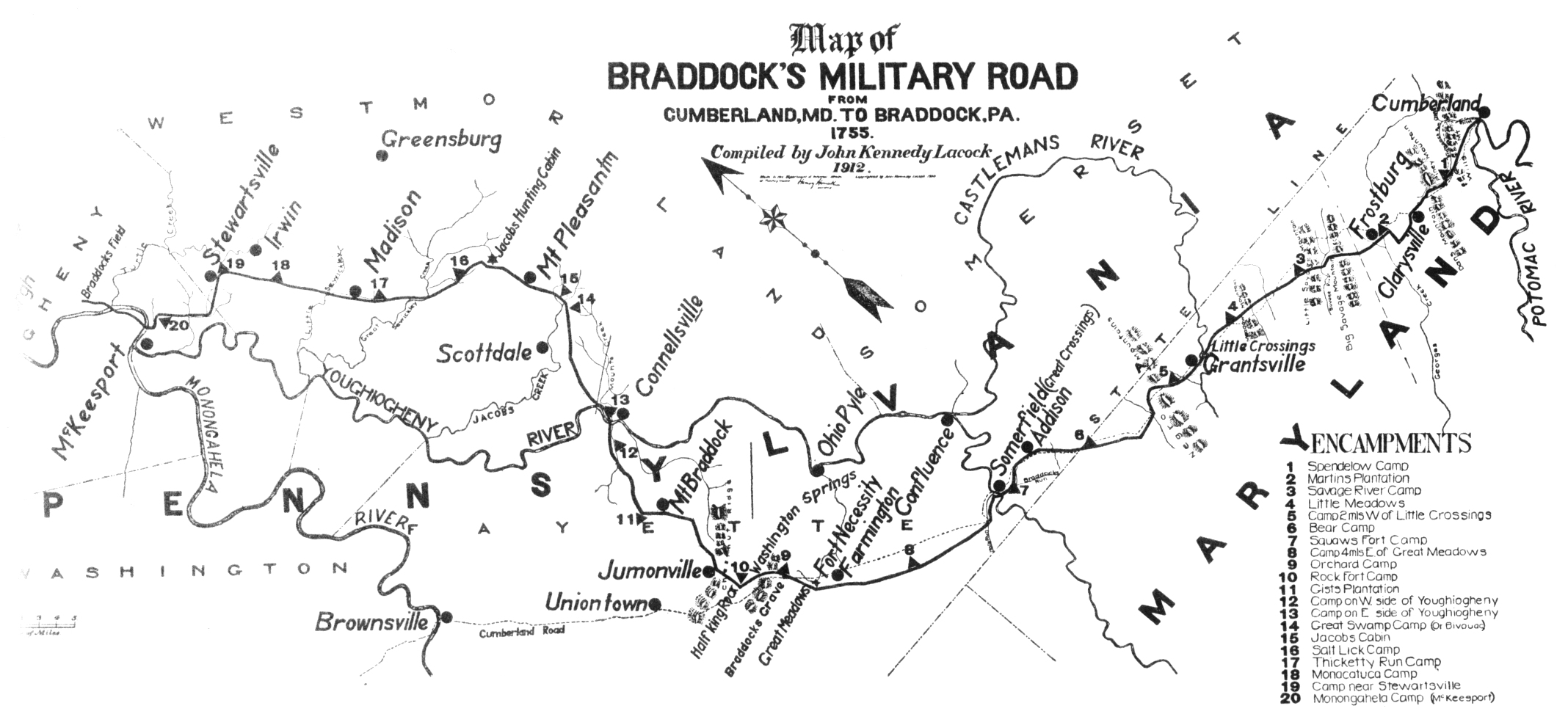
ブラドック遠征の図（1912年）

イギリスの遠征計画は、ブラドックが出発する前にフランスに筒抜けになっており、フランス国王ルイ15世は、1755年にもっと大規模な部隊をヌーベルフランスに派遣した。彼らの到着は、ブラドックの敗戦には間に合わなかったものの、その後何年か、この部隊のおかげで、フランスは一連の勝利を得ることができた。イギリスは第二次攻撃として、提督エドワード・ボスコーエンに、1755年6月8日の海戦で、フランス軍が乗った軍艦アルシドを攻撃させ、艦を拿捕させた。北アメリカの陸でも海でも、軍事行動はエスカレートし、1756年春に両国は交戦状態に入った。それは、七年戦争が正式に始まったということであった。

## 証言と分析
この戦闘に関しては、記録が元々矛盾しており、現代の、そしてかつての歴史的な考察では、安易に、個々人の好みで一つの情報のみが優先された。例えば、フランシス・パークマンは、ワシントンの証言を肯定し、モンソーやインディアンの証言はかなり見下している。
フランス当局は、この事件に関するイギリス側の証言の文書を一式集めていた。Mémoire contenant le précis des faits, avec leurs pièces justificatives, pour servir de réponse aux 'Observations' envoyées par les Ministres d'Angleterre, dans les cours de l'Europe（イギリス本国政府より、ヨーロッパの法廷に送付された検証への返答である、イギリス本国当局の事件の証言の要約録）と題されている。これは1756年に写しが盗みとられ、"A memorial containing a summary view of facts, with their authorities, in answer to observations sent by the English ministry to the courts of Europeとして出版された。この本は、ワシントンの降伏文書や、ネセシティ砦でつけていた日記の引用を始め、他の文書をも資料として用い、ワシントンが実際にジュモンヴィユの暗殺を命じていたことを示唆する内容になっている。しかし、すべてのフランス人がそれを信じていたわけではない。フランソワ＝ガストン・レビは、これを「虚偽の暗殺」と呼んだ。イギリスの証言とフランスのそれは対照的だった。ワシントンの報告では、イギリス側は、ジュモンヴィユはむしろ外交上の特命を帯びたスパイではないかと疑っていた。もし退却命令が読み上げられたのであれば、その時点で、ジュモンヴィユの令はコントルクールに届き、必要とあらば、応援軍が送られてくるはずだった。

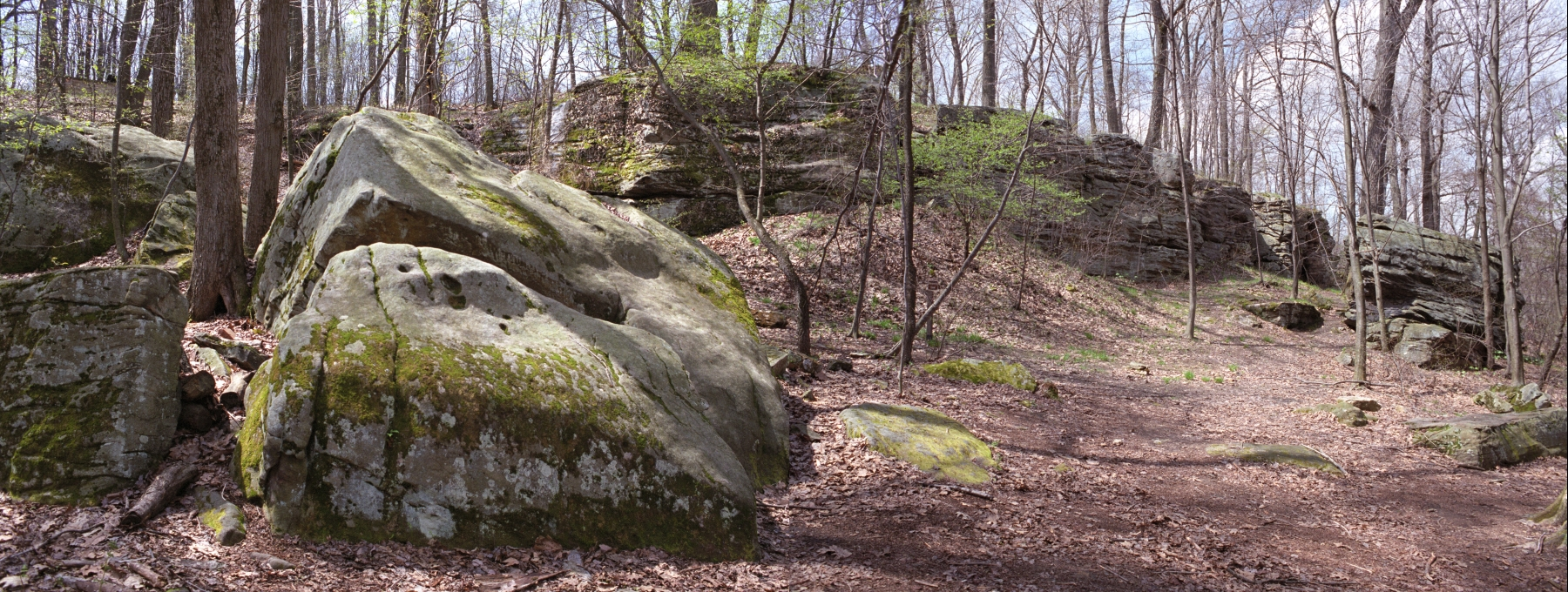
戦場の跡地 (2007年)

フレッド・アンダーソンは、暗殺時にタナチャリゾンがなぜ行動したかについて理論づけている。そして、彼の兵の一人が、なぜあれはイギリス軍がやったと言ったのか、予想しうる説明をつけている。タナキャリゾンは、地元の部族（特にデラウエア族）に対する影響力を失っており、イギリスとフランスが交戦をすれば、イギリスの同盟軍ということで、名誉回復できるのではと考えたのであろう。パークマンによれば、インディアンたちはフランス兵を殺して頭皮を剥いだ後、その頭皮をデラウエア族に送り、彼らに、実質上イギリス軍と共に「手斧を取って」フランスと戦える機会を与えたのではないかとしている。

## 現在のジュモンビルグレン
戦場地周辺は、この事件にちなみジュモンビル（ジュモンヴィユ）グレンと名付けられた。
この時の戦場のうち、かつてネセシティ砦があった、グレートメドウズに沿った場所は、今は「国立ネセシティ砦戦場跡地」として保存されている。ここの近くのキリスト教施設は、ジュモンヴィルの名を冠している。非営利のブラドック・ロード・プリザベーション・アソシエーションは、ブラドックにちなんだ道路を、デュケーヌ砦跡まで整備した。この団体のスポンサーが、この地域のフレンチ・インディアン戦争の歴史を調査し、史跡保存を推進したのである。

## 関連書籍
- Dinwiddie, Robert (1883), The Official Records of Robert Dinwiddie: Lieutenant-Governor of the Colony of Virginia, 1751–1758, Richmond, VA: Virginia Historical Society, OCLC 1710412